# Кальйо
Кальйо (італ. Caglio) — муніципалітет в Італії, у регіоні Ломбардія, провінція Комо.
Кальйо розташоване на відстані близько 520 км на північний захід від Рима, 45 км на північ від Мілана, 13 км на північний схід від Комо.
Населення — 457 осіб (2014).
Щорічний фестиваль відбувається 19 липня. Покровитель — SS. Gervaso e Protaso.

## Демографія
Населення за роками:

Станом на 1 січня 2023 року в муніципалітеті офіційно проживало 50 іноземців з 13 країн, серед них 16 громадян країн Євросоюзу та 17 громадян України.

## Сусідні муніципалітети
- Ассо
- Казліно-д'Ерба
- Фаджето-Ларіо
- Нессо
- Реццаго
- Сормано